# C.J. McCollum
Christian James McCollum, detto C.J. (Canton, 19 settembre 1991), è un cestista statunitense, professionista nella NBA con i Washington Wizards.

## Carriera

### College
Ha frequentato la Lehigh University dal 2009 al 2013 studiando giornalismo. Nel suo primo anno mantiene 19.1 punti e 5 rimbalzi per partita e, grazie a queste statistiche, viene eletto giocatore dell'anno della conference della Patriot League, prima volta per una matricola. Il secondo anno migliora le sue statistiche a 21.8 punti e 7.8 rimbalzi, ma verrà battuto da Mike Muscala per il premio di miglior giocatore della conference. Riconquista il premio l'anno successivo e nel torneo NCAA Division I riesce a condurre Lehigh alla vittoria contro i Duke Blue Devils (per 75-70), segnando trenta punti. Nonostante venisse considerato una delle probabili scelte al Draft NBA, decide di rimanere ancora un anno al college. Dopo i quattro anni passati ai Lehigh Mountain Hawks risulta essere il miglior marcatore della conference Patriot League. Nel 2013 ha scelto di rendersi eleggibile al Draft.

### NBA

#### Portland Trail Blazers

##### Stagione 2013-14
Nonostante l'infortunio che ha terminato la sua carriera nel basket collegiale, C.J. viene selezionato come decima scelta assoluta, dopo Trey Burke degli Utah Jazz, nel Draft NBA 2013 dai Portland Trail Blazers. Dato come favorito ad inizio stagione per la vittoria del titolo di Rookie dell'Anno assieme a Victor Oladipo, salta le prime sei settimane a causa di un infortunio al piede. Dopo essere stato assegnato agli Idaho Stampede, il 5 gennaio fa il suo debutto NBA segnando quattro punti nella vittoria contro gli Orlando Magic (110-94). L'8 febbraio realizza il massimo stagionale di punti, 19, nella vittoria contro i Minnesota Timberwolves per 117-110. In totale scende in campo 38 volte, nessuna da titolare, con un apporto di 5,3 punti e 1,3 rimbalzi.

##### Stagione 2014-15
Nella seconda stagione cresce il numero di presenze sul parquet, infatti scende in campo in 62 occasioni, di cui 3 presenze da titolare, migliorando le sue statistiche a 6,8 punti a partita, 1,5 rimbalzi e 1 assist. Nei play-off migliora le sue medie giocando 5 partite e 1 da titolare segnando di media 17 punti e 4 rimbalzi, però, i Trail Blazers escono al primo turno perdendo 4-1 la serie contro i Memphis Grizzlies.

##### Stagione 2015-16
Nella stagione 2015-2016 i Trail Blazers perdono 4/5 della squadra, per cui C.J. McCollum viene promosso titolare. Il 28 Ottobre 2015, al debutto stagionale, McCollum realizza il suo Career-High di 37 punti contro i New Orleans Pelicans. Il successivo 30 Novembre ottiene, nella sconfitta contro i Los Angeles Clippers, la prima doppia-doppia da 10 assist e 12 punti. Il 27 dicembre sfiora la tripla-doppia contro i Sacramento Kings mettendo a referto una grandiosa prestazione da 35 punti, 11 rimbalzi e 9 assist. Partecipa all'All Star Game 2016 nell'NBA All-Saturday Night disputando lo Skills Challenge, eliminato in semifinale da Isaiah Thomas e il Three-Point Contest che con 14 punti al primo turno non riesce ad accedere alla finale. Chiude la stagione regolare con 80 presenze ed incrementa le sue medie con 20,8 punti a partita, 4,3 assist e 3,2 rimbalzi. Il 22 aprile viene premiato come NBA Most Improved Player Award della stagione regolare.

##### Stagione 2016-17
Il 25 luglio 2016 i Trail Blazers decidono di blindare C.J. McCollum, con un'estensione di contratto al massimo salariale consentito (106 milioni di dollari in 4 anni) a partire dalla stagione 17-18. Al debutto stagionale contro gli Utah Jazz, il 25 ottobre, McCollum segna 25 punti nella vittoria dei Blazers per 113-104. Quattro giorni dopo, McCollum segna 23 punti, 10 rimbalzi, 3 assist, 3 palle rubate ed un career-high di 3 blocchi nella vittoria in overtime per 115-113 contro i Denver Nuggets. Il 6 novembre raggiunge il suo career-high di 37 punti nella vittoria per 100-94 contro i Memphis Grizzlies, mettendo a segno 6 triple. Il 1º gennaio 2017 McCollum mette a referto una prestazione da protagonista, segnando 43 punti, nuovo massimo in carriera per lui, nella vittoria per 95-89 contro i Minnesota Timberwolves. Il 13 gennaio segna 26 punti nella sconfitta per 115-109 contro gli Orlando Magic, estendendo ad 8 la propria serie di partite con almeno 25 punti e referto; nella storia dei Portland Trail Blazers questa è la terza serie più lunga di questo tipo, dopo quelle di Geoff Petrie (11 partite) e Clyde Drexler (9). Il 7 febbraio segna 32 punti nella vittoria per 114-113 contro i Dallas Mavericks, di cui 14 punti nell'ultimo tempo e, tra questi ultimi, il canestro decisivo allo scadere. Il 28 marzo, nello scontro diretto per l'ottavo posto della Western Conference contro i Denver Nuggets di Danilo Gallinari, McCollum segna 39 punti, assicurando ai Trail Blazers l'accesso ai playoff ed una vittoria per 122-113. I Trail Blazers terminano la stagione regolare con 41 vittorie e 41 sconfitte.
Ai playoff i Trail Blazers vengono sconfitti al primo turno per 4-0 dai Golden State Warriors, che quell'anno vinceranno poi il titolo. Durante gara 1, in cui i Warriors vincono 121-109, McCollum raggiunge il miglior punteggio personale di 41 punti, diventando l'ottavo giocatore dei Blazers ad avere una performance con di almeno 40 punti nei playoff.

##### Stagione 2017-18

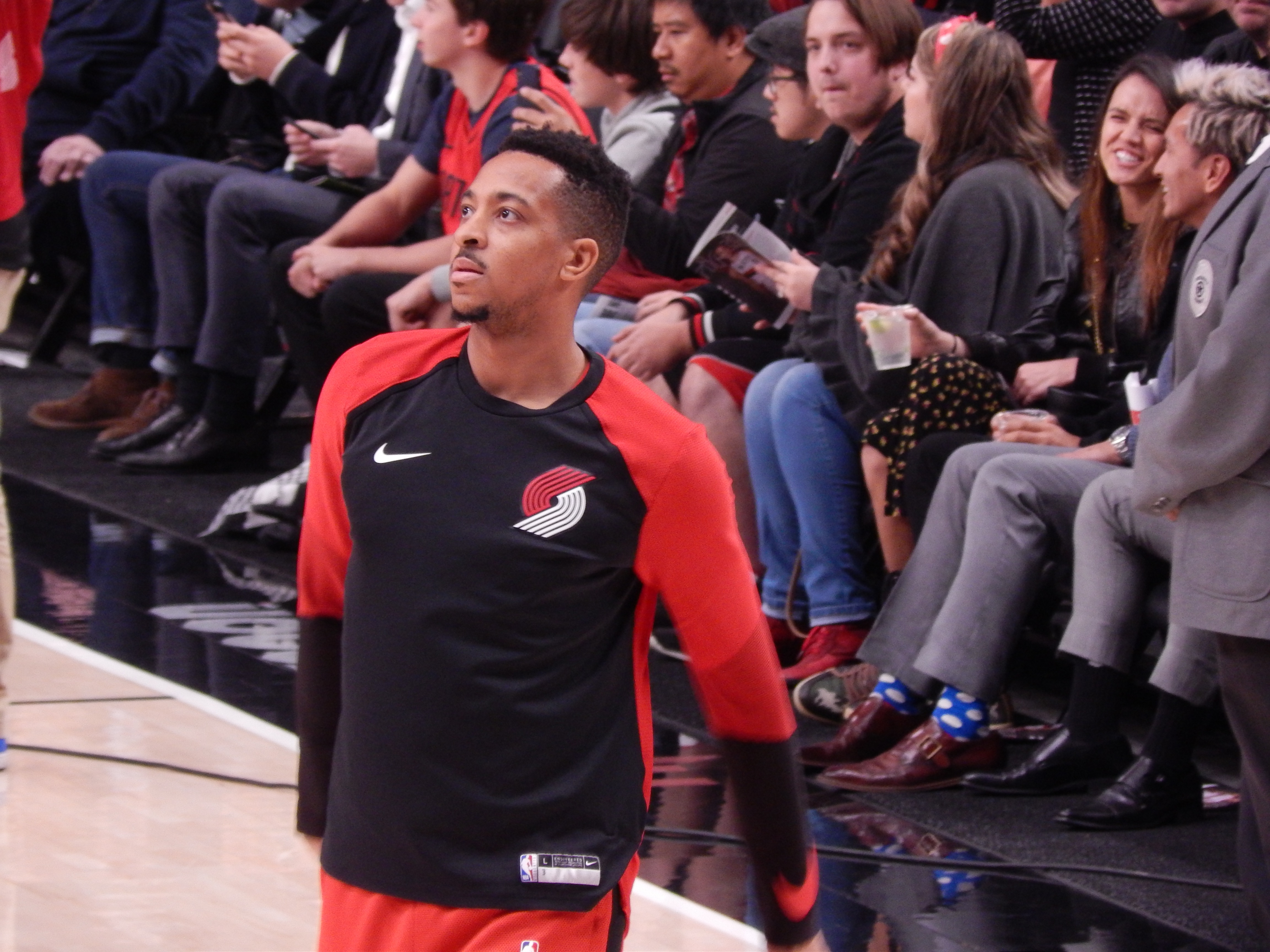
McCollum con i Portland Trail Blazers nel 2019

Nel 2017-2018 McCollum viene sospeso per la notte d'apertura della stagione per aver lasciato la panchina durante una partita di preseason. Il suo debutto stagionale avviene quindi il 20 ottobre 2017, dove segna 28 punti (12 canestri su 18 tiri) e conduce i Trail Blazers alla vittoria per 114-96 contro gli Indiana Pacers. Il 16 novembre McCollum segna 24 punti, di cui 4 triple, nella vittoria per 99-94 contro gli Orlando Magic. Il 25 novembre McCollum segna 26 punti, tra cui 7 di fila verso la fine dell'ultimo quarto, aiutando i Blazers a recuperare uno svantaggio di 17 punti all'inizio del tempo, sconfiggendo i Washington Wizards 108-105. Il 29 novembre McCollum segna 34 punti (14-14 tiri liberi), contribuendo a ribaltare lo svantaggio e a vincere 114-110 contro i Philadelphia 76ers. Durante l'infortunio di Damian Lillard, McCollum si fa carico della squadra e conduce i Trail Blazers alle vittorie l'8 gennaio 2018 nel 111-110 contro i San Antonio Spurs, segnando 25 punti, tra i quali il floater decisivo a pochi secondi dalla fine, e due giorni dopo nel 117-106 contro gli Oklahoma City Thunder, segnando 27 punti. Il 1º febbraio 2018, nella vittoria per 124-108 sui Chicago Bulls, McCollum segna il record stagionale NBA di 28 punti nel solo primo quarto e termina la gara con un career-high di 50 punti. Per il fatto di aver giocato solo 3 tempi nella stessa partita, McCollum diventa il secondo giocatore dell'era del cronometro da 24 secondi (lo shot-clock) a segnare 50 punti o più in tre tempi, oltre a James Harden; inoltre, diventa il settimo giocatore dei Trail Blazers ad aver segnato 50 o più punti in un singolo incontro, insieme a Damian Lillard, Damon Stoudamire, Brandon Roy, Andre Miller, Clyde Drexler e Geoff Petrie. Il 16 marzo McCollum è decisivo nel battere i Cleveland Cavaliers, segnando 29 punti. Nel quarto match stagionale contro gli OKC Thunder, il 26 marzo, McCollum segna altri 34 punti, di cui 14 nell'ultimo quarto, portando i Blazers alla vittoria per 108-105.
I Portland Trail Blazers terminano così la regular season con il terzo posto nella Western Conference, e al primo turno dei playoff si scontrano con i New Orleans Pelicans, dai quali però vengono sconfitti 4-0. McCollum è il miglior marcatore di Portland, con 38 punti nell'ultima gara ed una media di 25,3 nella serie.

##### Stagione 2018-19
Il 6 novembre 2018 McCollum segna 40 punti e 6 assist, assicurando ai Trail Blazers la vittoria per 118-103 contro i Milwaukee Bucks. Il 12 dicembre segna altri 40 punti nella sconfitta contro i Memphis Grizzlies. Il 31 dicembre segna 35 punti (13 su 18 dal campo) nella vittoria per 129-95 contro i Philadelphia 76ers, risollevandosi da sei partite con basse percentuali al tiro. McCollum segna poi 24 punti nella vittoria contro i Chicago Bulls il 10 gennaio 2019 ed altri 30 punti, tra cui 5 triple, nel 127-95 sugli Charlotte Hornets. Il 27 gennaio McCollum ottiene la prima tripla doppia della sua carriera, con 28 punti, 10 assist e 10 rimbalzi nella vittoria per 120-111 sugli Atlanta Hawks. Il 6 febbraio, contro i Miami Heat, raggiunge un career-high di 7 triple segnate in una partita, ripetendosi due giorni dopo con una prestazione da 33 punti nella vittoria per 127-118 sui San Antonio Spurs, e di nuovo il 26 febbraio, contro i Cleveland Cavaliers (35 punti). Il 13 marzo, dopo aver sbagliato i primi 7 tiri, McCollum segna 35 punti, di cui 23 nell'ultimo quarto, abbattendo i Clippers 125-104. Il 17 marzo, nella sconfitta per 108-105 subita da Portland per mano degli Spurs, McCollum è costretto a lasciare il campo per un infortunio al ginocchio sinistro durante il 3º quarto, in seguito ad una brutta caduta; torna sul campo l'8 aprile, dopo aver saltato 10 partite consecutive.
Ai playoff 2019, i Trail Blazers si scontrano al primo turno con i Thunder. In gara 2, vinta da Portland 114-94, McCollum segna 33 punti, tra cui una tripla allo scadere della prima metà di gioco che ha riportato i Blazers fuori dall'iniziale svantaggio. Battuti i Thunder 4-1, i Trail Blazers si scontrano al secondo turno con i Denver Nuggets, e durante gara 3, in cui Portland la spunta per 140-137 in quadruplo overtime, McCollum segna 41 punti ed eguaglia il suo career-high dei playoff. Durante gara 7 McCollum segna 37 punti nella vittoria decisiva per 100-96, trascinando Portland alla finale di Western Conference contro i Golden State Warriors. I Portland Trail Blazers perdono le Conference Finals 4-0.

##### Stagione 2020-21
Il 26 dicembre 2020, seconda partita della stagione, McCollum segna il suo record di stagione da 44 punti, vincendo ai supplementari contro i Rockets. In seguito, l'11 gennaio 2021, McCollum segna 30 punti contro i Toronto Raptors e il tiro decisivo a pochi secondi dalla sirena finale. McCollum viaggiava a più di 27 punti di media quando, nella partita vinta contro gli Hawks, si infortunia al piede. Ritorna dopo 2 mesi, nella partita vinta contro i Pelicans, chiusa con 10 punti e una stoppata. Il 25 marzo, C.J. segna 35 punti e il 2 maggio ne segna 33 con 5 rimbalzi. Nell'ultima partita della regular season, McCollum conduce i suoi Blazers alla vittoria sui Nuggets e alla sesta posizione nella western conference, segnando 24 punti e servendo 5 assists.
Durante i play-off (chiusi al primo turno contro i Denver Nuggets per 4-2), McCollum segna 20,7 punti e 6 rimbalzi di media

##### Stagione 2021-22
McCollum comincia la regular season 2021-22 il 20 ottobre, mettendo a referto 34 punti nella sconfitta contro i Sacramento Kings, segnando anche il canestro dei 10.000 punti in carriera. La partita seguente contro i Suns, C.J. ne segna altri 28 con 6 triple e un record stagionale di 3 stoppate. Nel corso delle prime 6 partite stagionali dei Blazers, McCollum ha guidato la squadra in stoppate a partita (per la prima volta in carriera), punti a partita, palle recuperate a partita e minuti giocati a partita. Il 5 novembre, C.J. segna 27 punti e l'assist vincente per Robert Covington, che segna la tripla a 14 secondi dalla sirena finale portando i Blazers in vantaggio. Il 15 novembre, McCollum mette a referto ben 29 punti e 2 stoppate, segnando anche 6 triple. Contro i Denver Nuggets, ci sono 32 punti per C.J., che guida Portland alla nona vittoria casalinga consecutiva. Durante una striscia di 6 sconfitte nelle ultime 7 gare, McCollum subisce un parziale collasso del polmone destro e rimane fuori a tempo indeterminato. Torna dopo 17 gare e segna 16 punti nella vittoria contro gli Orlando Magic. Il 30 gennaio 2022, C.J. mette a referto 29 punti ma Portland incassa la sconfitta contro gli Chicago Bulls.

#### New Orleans Pelicans

##### Stagione 2021-22
L'8 febbraio 2022 viene ceduto ai New Orleans Pelicans insieme a Tony Snell e Larry Nance Jr. in cambio di Nickeil Alexander-Walker, Josh Hart, Tomáš Satoranský, Didi Louzada, una scelta al primo giro nel 2022 e due seconde scelte future.. Al debutto con la sua nuova squadra, McCollum segna 15 punti. Nella partita successiva, ne arrivano altri 36, pareggiando anche il suo record in carriera 11 rimbalzi. All'ultima partita prima dell'All-Star Weekend, McCollum segna il suo record stagionale con 38 punti. Durante la pausa All-Star, C.J. partecipa alla gara dei tiri da tre punti, uscendo al primo giro con 19 punti.

## Statistiche
| * | Primo nella lega |

### NCAA
| Anno      | Squadra         | PG  | PT  | MP   | TC%  | 3P%  | TL%  | RP  | AP  | PRP | SP  | PP   |
| --------- | --------------- | --- | --- | ---- | ---- | ---- | ---- | --- | --- | --- | --- | ---- |
| 2009-2010 | Lehigh M. Hawks | 33  | 31  | 31,9 | 45,9 | 42,1 | 81,0 | 5,0 | 2,4 | 1,3 | 0,2 | 19,1 |
| 2010-2011 | Lehigh M. Hawks | 31  | 31  | 34,6 | 39,9 | 31,5 | 84,5 | 7,8 | 2,2 | 2,5 | 0,7 | 21,8 |
| 2011-2012 | Lehigh M. Hawks | 35  | 34  | 33,1 | 44,3 | 34,1 | 81,1 | 6,6 | 3,5 | 2,6 | 0,5 | 21,9 |
| 2012-2013 | Lehigh M. Hawks | 12  | 12  | 31,1 | 49,5 | 51,6 | 84,9 | 5,0 | 2,9 | 1,4 | 0,3 | 23,9 |
| Carriera  | Carriera        | 111 | 108 | 32,9 | 44,0 | 37,7 | 82,5 | 6,3 | 2,8 | 2,1 | 0,5 | 21,3 |

#### Massimi in carriera
- Massimo di punti: 42 vs Kent State (26 novembre 2010)[46]
- Massimo di rimbalzi: 15 vs Colgate (16 febbraio 2011)
- Massimo di assist: 9 vs Bucknell (18 novembre 2012)
- Massimo di palle rubate: 7 vs Colgate (29 febbraio 2012)
- Massimo di stoppate: 3 (2 volte)
- Massimo di minuti giocati:  43 vs Army (25 febbraio 2012)

### NBA

#### Regular Season
| Anno      | Squadra             | PG  | PT  | MP   | TC%  | 3P%  | TL%   | RP  | AP  | PRP | SP  | PP   |
| --------- | ------------------- | --- | --- | ---- | ---- | ---- | ----- | --- | --- | --- | --- | ---- |
| 2013-2014 | Portland T. Blazers | 38  | 0   | 12,5 | 41,6 | 37,5 | 67,6  | 1,3 | 0,7 | 0,4 | 0,1 | 5,3  |
| 2014-2015 | Portland T. Blazers | 62  | 3   | 15,7 | 43,6 | 39,6 | 69,9  | 1,5 | 1,0 | 0,7 | 0,1 | 6,8  |
| 2015-2016 | Portland T. Blazers | 80  | 80  | 34,8 | 44,8 | 41,7 | 82,7  | 3,2 | 4,3 | 1,2 | 0,3 | 20,8 |
| 2016-2017 | Portland T. Blazers | 80  | 80  | 35,0 | 48,0 | 42,1 | 91,2* | 3,6 | 3,6 | 0,9 | 0,5 | 23,0 |
| 2017-2018 | Portland T. Blazers | 81  | 81  | 36,1 | 44,3 | 39,7 | 83,6  | 4,0 | 3,4 | 1,0 | 0,4 | 21,4 |
| 2018-2019 | Portland T. Blazers | 70  | 70  | 33,9 | 45,9 | 37,5 | 82,8  | 4,0 | 3,0 | 0,8 | 0,4 | 21,0 |
| 2019-2020 | Portland T. Blazers | 70  | 70  | 36,5 | 45,1 | 37,9 | 75,7  | 4,2 | 4,4 | 0,8 | 0,6 | 22,2 |
| 2020-2021 | Portland T. Blazers | 47  | 47  | 34,0 | 45,8 | 40,2 | 81,2  | 3,9 | 4,7 | 0,9 | 0,4 | 23,1 |
| 2021-2022 | Portland T. Blazers | 36  | 36  | 35,2 | 43,6 | 38,4 | 70,6  | 4,3 | 4,5 | 1,0 | 0,6 | 20,5 |
| 2021-2022 | N.O. Pelicans       | 26  | 26  | 33,8 | 49,3 | 39,4 | 66,7  | 4,5 | 5,8 | 1,3 | 0,0 | 24,3 |
| 2022-2023 | N.O. Pelicans       | 75  | 75  | 35,3 | 43,7 | 38,9 | 76,9  | 4,4 | 5,7 | 0,9 | 0,5 | 20,9 |
| 2023-2024 | N.O. Pelicans       | 66  | 66  | 32,7 | 45,9 | 42,9 | 82,7  | 4,3 | 4,6 | 0,9 | 0,6 | 20,0 |
| 2024-2025 | N.O. Pelicans       | 56  | 56  | 32,7 | 44,4 | 37,3 | 71,7  | 3,8 | 4,1 | 0,8 | 0,4 | 21,1 |
| Carriera  | Carriera            | 787 | 690 | 32,1 | 45,3 | 39,7 | 79,9  | 3,6 | 3,8 | 0,9 | 0,4 | 19,6 |

#### Play-off
| Anno     | Squadra             | PG | PT | MP   | TC%  | 3P%  | TL%  | RP  | AP  | PRP | SP  | PP   |
| -------- | ------------------- | -- | -- | ---- | ---- | ---- | ---- | --- | --- | --- | --- | ---- |
| 2014     | Portland T. Blazers | 6  | 0  | 4,0  | 9,1  | 0,0  | 100  | 0,2 | 0,0 | 0,0 | 0,0 | 0,7  |
| 2015     | Portland T. Blazers | 5  | 1  | 33,2 | 47,8 | 47,8 | 76,9 | 4,0 | 0,4 | 1,2 | 0,2 | 17,0 |
| 2016     | Portland T. Blazers | 11 | 11 | 40,2 | 42,6 | 34,5 | 80,4 | 3,6 | 3,3 | 0,9 | 0,5 | 20,5 |
| 2017     | Portland T. Blazers | 4  | 4  | 35,0 | 40,0 | 50,0 | 93,8 | 6,0 | 1,0 | 1,0 | 0,5 | 22,5 |
| 2018     | Portland T. Blazers | 4  | 4  | 38,8 | 51,9 | 42,3 | 76,9 | 2,0 | 3,5 | 1,3 | 0,3 | 25,3 |
| 2019     | Portland T. Blazers | 16 | 16 | 39,7 | 44,0 | 39,3 | 73,2 | 5,0 | 3,7 | 0,8 | 0,6 | 24,7 |
| 2020     | Portland T. Blazers | 5  | 5  | 39,2 | 44,4 | 37,1 | 68,2 | 5,8 | 3,2 | 1,2 | 0,4 | 23,2 |
| 2021     | Portland T. Blazers | 6  | 6  | 40,0 | 43,9 | 33,3 | 76,9 | 6,0 | 4,3 | 0,3 | 0,7 | 20,7 |
| 2022     | N.O. Pelicans       | 6  | 6  | 39,0 | 39,2 | 33,3 | 69,2 | 6,7 | 4,8 | 0,7 | 0,8 | 22,2 |
| 2024     | N.O. Pelicans       | 4  | 4  | 37,0 | 41,9 | 24,1 | 100  | 4,8 | 4,8 | 1,8 | 0,8 | 17,8 |
| Carriera | Carriera            | 67 | 57 | 35,5 | 43,3 | 36,8 | 76,6 | 4,4 | 3,1 | 0,9 | 0,5 | 20,1 |

#### Massimi in carriera
- Massimo di punti: 50 (2 volte)[47]
- Massimo di rimbalzi: 11 (2 volte)
- Massimo di assist: 12 (2 volte)
- Massimo di palle rubate: 5 (2 volte)
- Massimo di stoppate: 4 vs Sacramento Kings (4 dicembre 2019)
- Massimo di minuti giocati: 60 vs Denver Nuggets (3 maggio 2019)

### G League
| Anno      | Squadra        | PG | PT | MP   | TC%  | 3P%  | TL% | RP  | AP  | PRP | SP  | PP   |
| --------- | -------------- | -- | -- | ---- | ---- | ---- | --- | --- | --- | --- | --- | ---- |
| 2013-2014 | Idaho Stampede | 2  | 0  | 20,5 | 47,2 | 11,1 | 100 | 3,5 | 3,5 | 1,5 | 0,0 | 18,5 |
| Carriera  | Carriera       | 2  | 0  | 20,5 | 47,2 | 11,1 | 100 | 3,5 | 3,5 | 1,5 | 0,0 | 18,5 |

## Palmarès
- 1 NBA Most Improved Player Award (2016)

## Filmografia

### Televisione
- Portlandia - Serie TV, episodio 4x07 (2014)
- Stumptown - Serie TV, episodio 1x06 (2019)